# Las ínsulas extrañas (antología de poesía)
Las ínsulas extrañas. Antología de la poesía en lengua española (1950-2000) es un libro publicado por Galaxia Gutenberg y Círculo de Lectores en 2002. Se trata de una antología de poesía hispanoamericana y española editada por Andrés Sánchez Robayna, José Ángel Valente, Eduardo Milán y Blanca Varela, de especial relevancia por la ambicioso de su propuesta (casi 1000 páginas y 99 poetas seleccionados) y por la controversia crítica de la que fue objeto.

## Contexto
En 1997, Círculo de Lectores y Galaxia Gutenberg propusieron a los poetas españoles José Ángel Valente y Andrés Sánchez Robayna y a los hispanoamericanos Blanca Varela y Eduardo Milán la elaboración de una antología internacional de poesía escrita en español durante la segunda mitad del siglo XX. El proyecto se concibió bajo la inspiración de Laurel, antología publicada en México en 1941 por la editorial Séneca (dirigida por José Bergamín), en la que Octavio Paz, Xavier Villaurrutia, Juan Gil-Albert y Emilio Prados seleccionaron a poetas de España e Hispanoamérica que escribieron sus obras en la primera mitad de la mencionada centuria.
Nicanor Vélez, poeta colombiano y editor de Círculo de Lectores y Galaxia Gutenberg, describe así la génesis del libro:

Cuando comenzamos a valorar su publicación, coincidió que el editor mexicano Aurelio Major (cuya editorial, Heliópolis, había colaborado con la editorial Vuelta, de Octavio Paz, especialmente en la colección «Las ínsulas extrañas» y acariciaron la idea de hacerla) trabajaba con nosotros en Barcelona. Y me dijo: «¿Por qué no hacen un nuevo «Laurel»? Para mí era el sueño de mi vida, le respondí, y lo cumpliría siempre y cuando pudiéramos hacerla a la medida. Si «Laurel» se hizo con los medios que se tenían entonces y en las circunstancias que se dieron, nosotros debíamos de hacerlo ahora de manera incuestionable. Si Bergamín contó con Xavier Villaurrutia, Emilio Prados, Octavio Paz y Juan Gil-Albert (dos poetas maduros, dos poetas más jóvenes, dos españoles y dos hispanoamericanos), nosotros hemos llevado «Las ínsulas extrañas» a puerto con José Ángel Valente, Blanca Varela, Andrés Sánchez Robayna y Eduardo Milán. Para mí todos ellos cumplen los requisitos, como sus antecesores, de ser grandes poetas y de tener un gran sentido crítico.

La elección del título Las ínsulas extrañas es significativo de este propósito de establecer un diálogo entre España y la América hispanohablante, ya que homenajea tanto al peruano Emilio Adolfo Westphalen (quien tituló así su primer libro, de 1933, y es uno de los autores seleccionados) como a san Juan de la Cruz (el sintagma es uno de los versos de su Cántico espiritual).
En un principio la intención fue la de incluir a cien poetas, pero el número se redujo a noventa y nueve por el rechazo de Carlos Sahagún a aparecer en ella, alegando su desinterés en cualquier tipo de antología.
La nómina definitiva de autores elegidos, acordada entre los cuatro antólogos, se cerró en Almería en la casa de José Ángel Valente en mayo de 2000. Valente falleció pocos meses después, por lo que no pudo ver publicado el volumen en el que había trabajado.

## Contenido

### Introducción
El volumen se abre con una breve «Nota a la edición» que narra las circunstancias, la intención inicial del proyecto y su posterior desarrollo, firmada por Nicanor Vélez.
A continuación sigue un «Prólogo» de veintidós páginas firmado por los cuatro antólogos (Milán, Robayna, Valente y Varela). Comienza defendiendo la idea de que la lengua española es un patrimonio cultural común a cientos de miles de hablantes y, por tanto, la tradición poética en dicho idioma es una realidad conjunta que no niega las singularidades de cada nación independiente, tomando como punto de partida las reflexiones de Octavio Paz sobre esta cuestión.
Al hilo de esta reivindicación de la lengua como “patria común”, los prologuistas establecen una comparación entre la deriva estética de la lírica de los países del continente americano y la de España, analogía en la que esta última no sale bien parada a juicio de los autores: mientras que en Hispanoamérica «la realidad de los golpes de Estado y de las dictaduras que los siguen [...] ha representado la adquisición de una dimensión lírica nueva y profundamente enriquecedora del propio universo expresivo» (mencionando como ejemplo la obra de Juan Gelman en el exilio), en España la guerra civil y el franquismo llevaron a un «empobrecimiento cultural» y aislamiento respecto a Europa y América, lo que se tradujo poéticamente en «un pseudo-realismo [...] tan bien intencionado como estéticamente regresivo». Se llega a afirmar que la poesía española de posguerra se encontró bajo un «dogma pseudo-realista», donde los creadores se vieron «lastrados por una voluntad de denuncia política que no interrogaba al lenguaje, partiendo de una idea preconcebida y tópica de lo poético», «modos de expresión fuertemente ideologizados y definidos por un pertinaz alejamiento de los rumbos más significativos de la poesía europea». Figuras insulares y divergentes como las de Carlos Edmundo de Ory, Francisco Pino y Juan Eduardo Cirlot (incluidos los tres en la antología) se indican como excepción.
No suponen estas afirmaciones, según los firmantes del prólogo, un rechazo en plano al realismo en la lírica, sino a la ausencia en España de la «vivacidad» del registro realista al otro lado del Atlántico, donde el lenguaje fue sometido por los autores hispanoamericanos a «una permanente crítica y a un casi sistemático cuestionamiento». Tampoco se libran de este riguroso juicio estético los Novísimos de los 60 y 70, cuyos intentos de modernización son descritos por Varela, Valente, Milán y Robayna como «epidérmicos» y «gestuales», escasos de «verdadera conciencia crítica», ni la generación de autores nacidos a partir de los 50 (identificables por su descripción con la llamada «poesía de la experiencia», aun sin mencionarla) que caen en «una visión prefabricada y sumamente convencional de lo poético».
La introducción trata asimismo de justificar el hecho de que Juan Ramón Jiménez y Pablo Neruda encabecen el conjunto de autores, lo cual supone una transgresión del criterio cronológico de recoger a nacidos en 1910 o posteriormente: un Jiménez tardío con poemas de 1940 en adelante y un Neruda en el que predominan, por el contrario, las composiciones del ciclo Residencia en la tierra, previas a esa fecha. La excepción se debe, a juicio de los antólogos, al carácter de “antecedentes ineludibles” de la poesía contemporánea que comparten ambos autores. Por otra parte, como ha señalado José Carlos Mainer en su reseña a Las ínsulas extrañas, son «dos poetas y dos intenciones que apadrinan, en consecuencia, dos trayectorias significativamente distintas, casi opuestas», una idea calibrada por los responsables de la selección.
El último párrafo del prólogo está dedicado a la idea de que no existe una única tradición poética, sino múltiples, siguiendo una cita del intelectual brasileño Benedito Nunes. Sin embargo, la inclinación estética de Milán, Varela, Robayna y Valente hacia la renovación y la experimentación se explícita, de nuevo, en las últimas líneas: aunque cada poeta elige a sus antecesores, argumentan, su «misión» no consiste en imitar esa tradición sino en «enriquecer con nuevos valores y dimensiones esa tradición o esas tradiciones y llevarlas más lejos».

### Cuerpo de la antología
La antología en sí recoge, en orden cronológico, una considerablemente amplia selección de textos de 99 poetas, siendo el primero de ellos el español Juan Ramón Jiménez (nacido en 1881), y el último y más joven el mexicano Jorge Esquinca (n. 1957). De estos poetas 64 son latinoamericanos y 35 españoles. 88 son varones y 11 son mujeres. Todos los poemas están escritos en castellano contemporáneo con la excepción de los de Clarisse Nicoïdski, autora que compuso su obra en sefardí.
Los países más representados son España (con Miguel Hernández, Luis Rosales, Pablo García Baena, Aníbal Núñez, Francisco Brines, Olvido García Valdés y muchos más), Chile (Gonzalo Rojas, Nicanor Parra, Jorge Teillier, Enrique Lihn, Oscar Hahn…), Argentina (Enrique Molina, Roberto Juarroz, Olga Orozco, Hugo Gola, Héctor Viel Temperley, Juan Gelman, Alberto Girri…), Cuba (José Lezama Lima, Severo Sarduy, Fina García Marruz, Cintio Vitier, Eliseo Diego…) y Perú (Rodolfo Hinostroza, Carlos Germán Belli, Jorge Eduardo Eielson, Américo Ferrari, José Watanabe…).   
La selección no se limita a muestras líricas breves, pues incluye algunos poemas extensos que debido a su extraordinaria calidad y relevancia se han reproducido íntegros: es el caso de Espacio de Juan Ramón Jiménez, Piedra de Sol de Octavio Paz, Hospital Británico de Viel Temperley y El desierto de Atacama de Raúl Zurita.

## Recepción y controversia
Las ínsulas extrañas fue un libro controvertido incluso antes de su publicación, a finales de septiembre de 2002. Baste mencionar el artículo ‘Réplica a una antología’ escrito por el poeta e importante teórico literario Carlos Bousoño (uno de los autores excluidos de la muestra) para el diario La voz de Asturias a comienzos de ese mes, donde lanzó duras palabras contra la figura de José Ángel Valente, recordando sus «ataques a poetas conocidos», en referencia a sus polémicas con José Hierro y Gabriel Celaya, ambos ausentes también en el libro, y descalificándolo como un “ser destructivo” e “incomprensiblemente resentido”. Dado que Valente había fallecido en el año 2000, no podría haber respondido a las acusaciones del autor de Teoría de la expresión poética.
En una entrevista publicada en ABC en octubre del mismo año Guillermo Carnero, otro de los poetas no seleccionados, se refirió a Las ínsulas extrañas como «una venganza póstuma de Valente», y tachó la antología de «incompleta, parcial, maniquea y mal hecha», pese a reconocer no haber leído más que el índice y concederle el mérito de haber rescatado del olvido al escritor Juan Antonio Masoliver. Por el contrario uno de los incluidos en el libro, el novelista y poeta José Manuel Caballero Bonald, defendió así el criterio de los antólogos: «Los que están presentes no lo están tanto por haber realizado una obra, sino por haber transitado por los caminos más arriesgados (…).  Claro que a mí sí me faltan nombres como los de Ángel González, el colombiano Jorge Gaitán o Leopoldo María Panero (un poeta excepcional, que se arriesga, que está al margen)».
Como puede apreciarse, la mayor parte de la polémica se centró en las ausencias de ciertos autores españoles tradicionalmente presentes en este tipo de selecciones: los mencionados González, Hierro y Celaya, pero también Félix Grande y Gloria Fuertes, dentro de las primeras generaciones de posguerra, así como los autores elegidos por Castellet en su antología Nueve novísimos poetas españoles (con la única excepción de Pere Gimferrer) y los de la llamada ‘poesía de la experiencia’, si bien esta última objeción es de dudosa pertinencia dado que los principales representantes de esta tendencia escapan al ámbito cronológico establecido por los cuatro editores
En cuanto a los autores hispanoamericanos, fueron comentadas especialmente las exclusiones de Álvaro Mutis y Alejandra Pizarnik. El hecho de que los antólogos no justifiquen por qué hay países sin representación, como Paraguay, u otros con una muestra ínfima, como Bolivia, y de que la poesía española tenga mucho más peso en la nómina que la latinoamericana, ha sido cuestionado con rotundidad por Pedro Serrano: «Todos esos países [de Hispanoamérica] apenas rebasan el número de poetas españoles incluidos, que forma el 34 por ciento del libro. Ya sólo esto debería acallar las críticas ante la ausencia de cualquier otro poeta español. Por una cuestión puramente numérica, en realidad sobran varios». También ha sido objeto de controversia la escasa presencia femenina en la antología.
Otras críticas se han enfocado en el prólogo, siendo una de las más sólidamente argumentadas la del escritor y traductor Julián Jiménez Heffernan para Revista de Letras, publicada el 1 de noviembre de 2002. Según Heffernan los antólogos pecan de “timidez teórica” pues abusan de «categorías demasiado vagas» y «definen su apuesta negativamente (…). Y esa dialéctica (poesía de la experiencia-poesía esencial; poesía seudorrealista-poesía experimental) es una falsa oposición».